# Jardim Guedala
Jardim Guedala é um bairro nobre localizado no distrito do Morumbi, Zona Oeste de São Paulo, Brasil. É administrado pela Prefeitura Regional do Butantã e limita-se com os bairros: Cidade Jardim, City Butantã, Jardim Panorama, Jardim Everest e Vila Progredior.

## História
O bairro teve suas origens no final da década de 1940, quando a família Guedala, de origem síria e proprietária de vastas áreas de terra na região, decidiu transformá-las em um loteamento residencial de alto padrão. Com características semelhantes, com o bairro de Cidade Jardim, apresenta arborização. A história dos dois bairros se confunde, pois eles surgiram mais ou menos na mesma época. O crescimento da cidade na direção sudoeste, onde hoje se encontra Cidade Jardim, ocorreu devido ao sucesso do Jardim América, no início do século XX. “O engenheiro Oscar Americano, que hoje dá nome à avenida que corta o Cidade Jardim e que vai até o bairro, era muito bem relacionado na cidade. Ele trouxe a Companhia City para essa região e começou desmembrar as pequenas fazendas em lotes, pavimentar e formar ruas, instalar esgoto e iluminação”, explica Jeferson Batah, corretor de imóveis. “Esses loteamentos foram então oferecidos a pessoas de alto poder aquisitivo, que moravam na parte mais densa e central de São Paulo. Oscar Americano vislumbrou essa demanda e mostrou aos paulistanos que existiam, relativamente perto do centro, bairros extremamente tranquilos e agradáveis. A resposta foi muito positiva.”
O loteamento foi criado pela City of São Paulo Improvements and Freehold Land Ltd., sendo um bairro-jardim, seu nome surgiu em homenagem a Herbert Guedala, um dos primeiros presidentes da empresa de urbanismo. O bairro, que surgiu pouco depois do Cidade Jardim, foi um dos últimos grandes loteamentos da City na região sudoeste da capital. Em 1942, a empresa urbanizou e loteou mais de 800 mil metros quadrados na região que um dia fez parte da Fazenda Morumbi. Os terrenos loteados na região tinham, em média, mais de 1.000 metros quadrados. Além disso, seus proprietários assinavam um contrato garantindo que ali seriam construídas apenas residências, já que o loteamento não permitia comércio e edifícios. O bairro ainda conta com uma grande área arborizada, inclusive com árvores centenárias.
Os primeiros anos de desenvolvimento foram marcados pela construção de casas de alto padrão, projetadas por arquitetos renomados, como Sergio Bernardes. Muitas dessas residências eram marcadas por projetos personalizados e belos jardins. À medida que o tempo passava, o bairro se tornou cada vez mais popular entre empresários, profissionais liberais e artistas. Possui ruas largas e arborizadas, próximas a importantes pontos de referência da cidade, como o Estádio do Morumbi e o Parque Alfredo Volpi.

## Atualidade
Majoritariamente residencial, a região concentra seu comércio nas principais avenidas ou vias do entorno próximo, caso da Rua dos Três Irmãos, e conta com unidades hospitalares privadas de referência em São Paulo, entre elas o Hospital São Luiz Morumbi, o Pronto Atendimento Sancta Maggiore e o Hospital Israelita Albert Einstein. O bairro-jardim é caracterizado como uma ZEU (Zona Eixo de Estruturação da Transformação Urbana)”, e não um zona estritamente residencial, como os bairros que o cercam — porções do território destinadas ao uso exclusivamente residencial de habitações unifamiliares, com densidade demográfica baixa. Predominam no bairro condomínios horizontais (mansões) e verticais. É um bairro de alto-padrão, sendo uma CRECI como "Zona de Valor B", assim como outras áreas nobres da capital como Jardim Paulistano, Alto de Santana e Pinheiros.